# محمد حسين الفرح
محمد حسين الفَرِح كاتب ومؤرخ يمني عضو اتحاد المؤرخين العرب ولد في 23 يوليو 1954م في قرية الاجلب محافظة إب.وتعد مؤلفاته وتفسيراته للأدلة الأثرية أنها شكل من أشكال علم الآثار الزائف، وغالبًا ما يتم تعريفه على أنه أحد مبدعي التاريخ الزائف. على الرغم من أن أعماله تُقرأ على نطاق شعبي واسع وتم نشر العديد من أعماله في طبعات متعددة.

## سيرته
أنهى دراسته الثانوية في صنعاء عام 1976م، وتخرج من جامعة صنعاء، كلية الشريعة والقانون في عام 1981.
تولى منصب مدير عام التعاونيات والجمعيات بوزارة الشؤون الاجتماعية والعمل من عام 1977- 1986م، ثم مدير عام الوحدات الإدارية والعمل الشعبي برئاسة الوزراء إلى عام 1993م ورئاسة الفريق الفني باللجنة العليا للانتخابات عام 92-93م وعام 1997م ثم عين مستشاراً للجنة العليا للانتخابات بدرجة وزير. ونشر الكثير من المقالات والدراسات الأدبية والتاريخية في الصحف والمجلات اليمنية والعربية منذ عام 1981م.

## نقد
تعرضت كتابات الفَرِح لانتقاد من المختصين بوصفها تاريخ زائف، بالرغم ما حظيت به من رواج شعبي ودعم حكومي.

## المناصب التي تقلدها
- مدير عام التعاونيات والجمعيات بوزارة الشؤون الاجتماعية والعمل عام 1977م
- مستشارًا للجنة العليا للانتخابات ومساعدًا لرئيس اللجنة الفنية وقطاع التخطيط والإحصاء بدرجة وزير عام 1999م.[2]

## مؤلفاته
| أسم الكتاب | معلومات حول الكتاب | صورة الغلاف                                         |
| --- | --- | --------------------------------------------------- |
| كتاب الثائر علي بن الفضل الحميري                                                                                   | ثم نشره بمجلة دراسات يمنيةالتي تصدر عن مركز الراسات والبحوث اليمنية بصنعاء في الأعداد 13،14،15،16، سبتمبر 83 يونيو 1984 م) |                                                     |
| كتاب الدور اليمني في العصر العباسي                                                                                 | صدر عام 2004م عن وزارة الثقافة والسياحة صنعاء ويقع في 730 صفحة                                                             |                                                     |
| كتاب شعر وشعراء اليمن في الجاهلية                                                                                  | صدر عن وزارة الثقافة والسياحة صنعاء عام 2004م ويقع في 746 صفحة                                                             |                                                     |
| كتاب الانتخابات النيابية متعددة الأحزاب في اليمن                                                                   | صدر في عام1997م ويقع الكتاب في326 صفحة                                                                                     | ملف:الانتخابات النيابية متعددة الأحزاب في اليمن.jpg |
| كتاب اليمن في تاريخ ابن خلدون                                                                                      | صدر عن الهيئة العامة للكتاب وزارة القافة العامة عام 2001 م ويقع الكتاب680 صفحة                                             |                                                     |
| كتاب تبابعة اليمن السبعين                                                                                          | صدر عن دار الثقافة العربيةفي الشارقة الإمارات العربية المتحدة عام 2002 ويقع الكتاب في 807 صفحة                             |                                                     |
| ' كتاب معالم عهود رؤساء الجمهورية في اليمن 1962م: 1992م                                                            | صدر عن مركز البحوث والمعلومات بوكالة سبأ للأنباء وزارة الاعلام في سبتمبر 2002 م ويقع الكتاب في 414 صفحة                    |                                                     |
| كتاب يمانيون في موكب الرسول عظماء الصحابة والفاتحين اليمنيين                                                       | ويقع الكتلب في 960 صفحة |                                                     |
| كتاب تاريخ صنعاء الحضاري القديم                                                                                    | إصدار الهيئة العامة للكتاب وزارة الثقافة 2004 م.                                                                           |                                                     |
| كتاب يمانيون في موكب الرسول الجزء الثاني والثالث                                                                   | صدر عن وزارة الثقافة والسياحة 2004 م ويقع في 1600 صفحة                                                                     |                                                     |
| كتاب عروبةالبربر وقائع ودلائل انتقال البربر من اليمن إلى بلاد المغرب العربي، والجذور العربية اليمنية لقبائل البربر | يقع في(150) صفحة |                                                     |
| كتاب الجديد في تاريخ دولة سبأ وحمير                                                                                | مجلدين وزارة القافة والسياحة 2004م ويقع في (1600)                                                                          |                                                     |
| كتاب مجاهد أبو شوارب صقر الثورة والجمهورية                                                                         | |                                                     |

## وفاته
توفي في 20 ابريل 2005.